# Coeroeni
Coeroeni je rijeka u Južnoj Americi. Coeroeni nastaje sutokom rijeka Kutari i Sipaliwini na Gvajansko-surinamskoj granici, a rijeka Sipaliwini, njen najduži izvorišni tok, izvire u gorju Tumuk Humak, koje tvore razvodnicu između brazilske države Pará i Surinama; odatle teče prema sjeveru. Rijeku napajaju rijeke Aramatau, Kutari i Sipaliwini. Coeroeni dalje tvori granicu spornog područja Tigri između Gvajane i Surinama. Na kraju se ulijeva u rijeku Courantyne, koja tvori međunarodnu granicu između Gvajane i Surinama.
Iako postoji malo spora oko toga da li donji Corentyne označava granicu između dvije zemlje, ipak je nastala zbrka oko toga gdje se rijeka račva na zapad kao Nieuwe Rivier ili istočni Coeroeni, Koji se smatra pravim gornjim Corentyneom, što je odlučila ekspedicija Roberta H. Schomburgka, a kasnije i Barringtona Browna koji je otkrio Nieuwe Rivier.